# Georg Dornauer (Politiker, 1983)

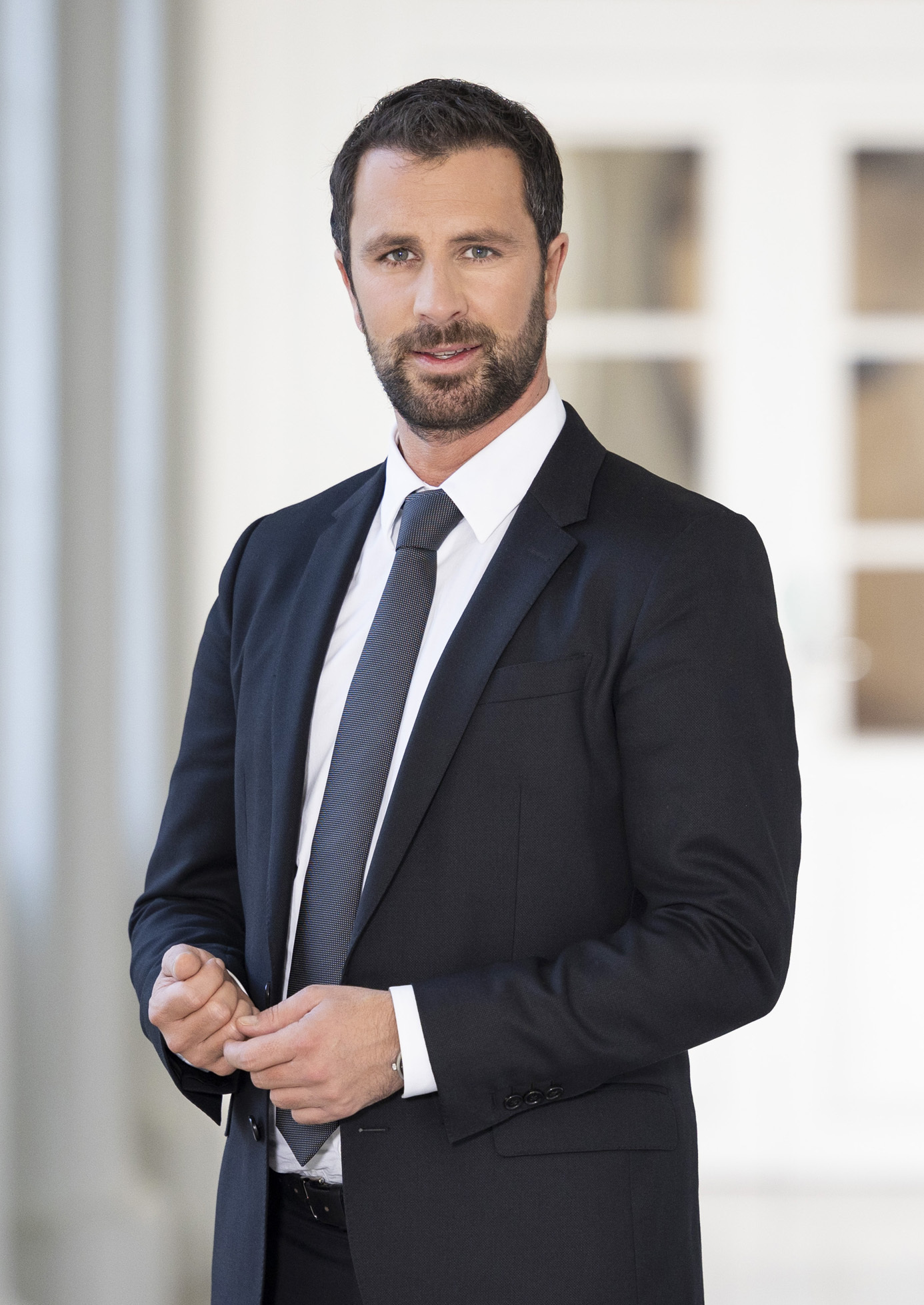
Georg Dornauer (2022)

Georg Dornauer (* 4. März 1983 in Innsbruck) ist ein österreichischer Politiker der Sozialdemokratischen Partei Österreichs (SPÖ). Seit Dezember 2024 ist er erneut Abgeordneter zum Tiroler Landtag, dem er zuvor von März 2018 bis Oktober 2022 angehörte.
Ab 2016 war er Bürgermeister von Sellrain.  Am 1. Mai 2019 übernahm Dornauer die Funktion des Klubvorsitzenden.
Nach dem Rücktritt seiner Vorgängerin Elisabeth Blanik am 19. November 2018 wurde er vom Landesparteivorstand zum geschäftsführenden Parteichef und auf dem Parteitag am 2. März 2019 mit 85 Prozent der Delegiertenstimmen zum Landesparteiobmann der Tiroler SPÖ gewählt und hatte diese Positionen bis Dezember 2024 inne. Von 25. Oktober 2022 bis 19. Dezember 2024 gehörte Dornauer als Landeshauptmannstellvertreter der Landesregierung Mattle an.

## Leben
Georg Dornauer wurde als Sohn des Politikers Georg Dornauer sen. (* 1955) geboren.
Nach der Matura am BORG Innsbruck studierte er Politikwissenschaft an der Universität Innsbruck, wo er 2009 mit einer Dissertation über Ursachen und Hintergründe für die Hegemonie der ÖVP in Tirol zum Dr. phil. promovierte. Doktorvater Dornauers war Bundesminister a. D. Heinrich Neisser.
Seit 2015 ist Dornauer Geschäftsführer der Sellrain/Fotsch Wasserkraft GesmbH.

## Politik

### Politische Laufbahn
Bei den Gemeinderats- und Bürgermeisterwahlen in Tirol 2010 trat er mit seiner neuen Liste Wir Sellrainer gegen den amtierenden Bürgermeister Norbert Jordan (ÖVP) sowie seinen eigenen Vater an und zog mit seiner Liste mit drei Mandaten in den Gemeinderat ein. Von 2013 bis 2016 war er Vizebürgermeister von Sellrain. Im Zuge der Gemeinderats- und Bürgermeisterwahlen in Tirol 2016 wurde er zum Bürgermeister von Sellrain gewählt. Von Juli 2016 bis Juli 2020 war er Vorsitzender im Verband sozialdemokratischer Gemeindevertreter in Tirol, im April 2014 wurde er Bezirksvorsitzender der SPÖ Innsbruck-Land. Von 2012 bis 2018 war Dornauer stellvertretender Klubdirektor im Landtagsklub der SPÖ Tirol. Am 28. März 2018 wurde er in der konstituierenden Landtagssitzung der XVII. Gesetzgebungsperiode als Abgeordneter zum Tiroler Landtag angelobt. Von der SPÖ Tirol wurde er als zweiter Landtagsvizepräsident nominiert. Bei der Wahl des zweiten Landtagsvizepräsidenten erhielt er 13 der 36 Stimmen, Gegenkandidatin Stephanie Jicha (Grüne) wurde mit 23 von 36 Stimmen zur zweiten Landtagsvizepräsidentin gewählt.
Im November 2018 trat Elisabeth Blanik als Parteivorsitzende der Tiroler SPÖ zurück. Georg Dornauer wurde am 19. November 2018 vom Landesparteivorstand zum geschäftsführenden Parteiobmann bestimmt. Bereits am 3. Dezember 2018 stellte Dornauer im Landesparteivorstand die Vertrauensfrage und wurde mit 13:4 Stimmen als designierter Parteivorsitzender bestätigt. Auf dem Landesparteitag der Tiroler Sozialdemokraten am 2. März 2019 wurde Dornauer mit 85 Prozent der Stimmen zum Vorsitzenden der Landespartei gewählt. Am 28. April 2019 wurde er bei einer Klubklausur der Tiroler Sozialdemokraten als Nachfolger von Elisabeth Blanik auch zum Klubvorsitzenden ab 1. Mai 2019 gewählt.
Seit 2. Juni 2019 ist Dornauer Mitglied des Bundesparteivorstandes und des Bundesparteipräsidiums der SPÖ. 2021 wurde er zum Leiter einer bundesweiten SPÖ-Taskforce zum Thema Wohnen bestellt. Bei den Gemeinderats- und Bürgermeisterwahlen in Tirol 2022 verzichtete die ÖVP auf einen Bürgermeisterkandidaten, Dornauer war damit der einzige Kandidat, der sich als Gemeindeoberhaupt der Wahl stellte.
Im Mai 2022 wurde er mit 90 Prozent der Stimmen als Vorsitzender der Tiroler SPÖ bestätigt und mit 95 Prozent der Stimmen zum Spitzenkandidaten für die Landtagswahl 2022 gewählt. Bei der Landtagswahl erhielt er mit 7566 Stimmen die meisten Vorzugsstimmen, Anton Mattle (ÖVP) holte mit 5750 die zweitmeisten Vorzugsstimmen.
In der Landesregierung Mattle war er ab dem 25. Oktober 2022 als Landeshauptmannstellvertreter für die Bereiche Wohnbauförderung, Sport und Integration sowie die Liegenschaften des Landes zuständig. Die Amtsgeschäfte des Bürgermeisters von Sellrain übernahm Vizebürgermeisterin Sigrid Jordan. Dornauer verblieb im Gemeinderat. Im Februar 2023 wurde Benedikt Singer (ÖVP) zum Bürgermeister gewählt.
Im Februar 2025 verlor er in einer Kampfabstimmung um den Bezirksparteivorsitz der SPÖ Innsbruck-Land gegen seinen Herausforderer Bernhard Höfler.

### Kontroversen
Bereits am 22. November 2018 forderten die ehemalige Bundesministerin und zu dieser Zeit SP-Frauenvorsitzende Gabriele Heinisch-Hosek und andere den Rücktritt von Dornauer von allen Landesfunktionen wegen einer als sexistisch empfundenen Äußerung in einer Landtagssitzung (mit dem in Richtung der krankheitsbedingt abwesenden Grünen-Landesrätin Gabriele Fischer zielenden Wortlaut: Ich will mir die Landesrätin nicht in der Horizontalen vorstellen.). Dornauer hat sich für die Formulierung noch in derselben Sitzung entschuldigt.
Öffentlich bekannt wurde die Aussage Dornauers erst eine Woche später – zwei Tage nach der Wahl zum designierten Parteivorsitzenden – durch die Veröffentlichung des entsprechenden Videoausschnitts aus dem Tiroler Landtag.
Die SPÖ-Vorsitzende Pamela Rendi-Wagner teilte am 22. November 2018 auf Facebook mit: Die Aussage von Georg Dornauer jun. ist inakzeptabel. Damit ist er als stellvertretender Bundesparteivorsitzender nicht tragbar. Ich habe die Konsequenzen gezogen, und deshalb wird er keine bundespolitischen Funktionen – weder im Präsidium noch im Vorstand – übernehmen.
Die Auseinandersetzung zwischen Bundespartei und Dornauer wurde wenig später beigelegt. Nach Bekanntwerden der Ibiza-Affäre und den angekündigten Neuwahlen wurde Dornauer am 2. Juni 2019 in das Bundesparteipräsidium und den Bundesvorstand der SPÖ aufgenommen.
Im Zuge des Wahlkampfs 2019 behauptete Dornauer, dass die ÖVP-Politikerin Barbara Thaler für ihren EU-Wahlkampf außerordentliche Parteispenden von Firmen erhalten habe. In einem richterlich geschlossenen Vergleich verpflichtete er sich im November 2019, „geäußerte oder sinngleiche Behauptungen zu unterlassen und sie öffentlich als unwahr“ zu widerrufen sowie die Prozesskosten zu übernehmen.
Im August 2023 übten Sozialistische Jugend (SJ), Aktion kritischer Schüler (AKS) und Verband Sozialistischer Studenten (VSStÖ) in einer gemeinsamen Aussendung Kritik an Dornauer unter anderem wegen seiner „Querschüsse gegen Bundesparteichef Andreas Babler“.
In einem Interview mit dem Standard im Februar 2024 ließ Dornauer mit folgender Aussage aufhorchen: „Mit mir kann man sogar diskutieren, ob die Asylobergrenze für die kommenden Jahre nicht null sein sollte in Österreich.“
Dafür wurde er infolge sowohl von anderen Parteien als auch von Teilen seiner eigenen Partei kritisiert, nahm die Aussage daraufhin zurück und entschuldigte sich.

### Waffenverbot
Im November 2019 entdeckte die Polizei in Dornauers in einem Parkhaus abgestellten Porsche Macan ein geladenes Jagdgewehr, das bei geöffnetem Fenster auf dem Rücksitz lag. Die Polizei stellte die Waffe sicher.
Gegen Dornauer wurde ein Waffenverbot ausgesprochen und ein behördliches Ermittlungsverfahren eröffnet.
Das zunächst befristete Waffenverbot wurde am 10. Dezember desselben Jahres für unbefristet erklärt, infolgedessen wurde Dornauer auch behördlich seine Jagdkarte entzogen.
Im Jänner 2020 legte Dornauer vor dem Landesverwaltungsgericht Beschwerde gegen das Waffenverbot ein, das dieses jedoch bestätigte. Dornauer brachte keine weitere Beschwerde ein. Er kann 2025 um Aufhebung ansuchen beziehungsweise die Behörde kann das Waffenverbot aufheben, wenn sie der Ansicht ist, die Gründe dafür seien weggefallen. Dornauer verlor durch das Verbot auch seinen Status als Jagdleiter der Jagdgemeinschaft Sellrain, seine Position nahm Simon Kirchmair ein.

### Jagdausflug mit René Benko
Im November 2024 veröffentlichte die Kronen Zeitung eine Fotoaufnahme, die Dornauer, unter anderen in Begleitung des Unternehmers René Benko, in Jagdmontur und mit einem erlegten Hirschen zeigte. Es soll sich um einen Jagdausflug in die Steiermark im September 2024 handeln. Es besteht der Verdacht, dass Dornauer trotz aufrechten Waffenverbots den Abschuss getätigt hat. Kritisiert wurde ebenfalls die Verbindung zu Benko, gegen den zu diesem Zeitpunkt mehrere Verfahren wegen Verdachts des schweren Betrugs und der Geldwäsche liefen. Der Fall sorgte österreichweit für großes Medieninteresse. Nach Rücktrittsaufforderungen auch aus seiner eigenen Partei legte Dornauer am 13. November seine Funktionen als Landeshauptmannstellvertreter und Landesparteichef mit Stichtag 18. Dezember 2024 zurück, um sich auf sein Abgeordnetenmandat zurückzuziehen. Ihm folgte Philip Wohlgemuth nach. Ausdrücklich betonte der sozialdemokratische Arbeiter- und Angestelltenvertreter, dass er nicht zurücktrete, sondern nur zur Seite trete.
Am 15. November 2024 wurde bekannt, dass die Staatsanwaltschaft Innsbruck ein Ermittlungsverfahren gegen Dornauer eingeleitet hat. Im April 2025 gab die Staatsanwaltschaft Innsbruck die Einstellung des Ermittlungsverfahrens bekannt.

## Privates
Dornauer spielt Ziehharmonika und Orgel, letztere 25 Jahre lang in seiner Heimatpfarre. Er war zeitweise der Lebensgefährte der italienischen Parlamentsabgeordneten Alessia Ambrosi (* 1982) der postfaschistischen Partei Fratelli d’Italia. Sein Bruder ist der Schauspieler Philipp Dornauer.

## Publikationen
- Feindliche Übernahmen. Spieltheoretische Modelle. Diplomarbeit, Universität Innsbruck, 2004.
- Jubiläums- und Gedenkjahr 2005. 60 Jahre Zweite Republik. 50 Jahre Staatsvertrag. 10 Jahre EU-Mitgliedschaft. Diplomarbeit, Universität Innsbruck, 2005.
- Ursachen und Hintergründe für die Hegemonie der ÖVP in Tirol. Dissertation, Universität Innsbruck, 2009.
- Zeit der Emotionen und Zeit des Handelns. In: Gudrun Liener / Monika Bucher (Hrsg.): Hochwasser. Katastrophenalarm in Sellrain. Innsbruck 2017.
- Europa passiert in der Gemeinde. In: Peter Hilpold, Walter Steinmair, Andreas Raffeiner (Hrsg.): Österreich und die EU im Umbruch. eine Nachlese zur Festschrift für Heinrich Neisser. facultas, Wien 2022, ISBN 978-3-7089-2208-9.